# 고토쿠 천황
고토쿠 천황(일본어: 孝徳天皇, 596년 - 654년 11월 24일)은 일본의 36대 천황(재위:645년 ~ 654년)이었다. 한국에서는 주로 효덕왕 또는 효덕 천황이라고 부른다.
그가 일본 천황좌에 오르기 전의 개인 이름은 가루 황자 (軽皇子)로 아메요로즈토요히였다. 그는 다이카 개신 칙령을 내렸다.

## 생애
비다쓰 천황(敏達天皇) 후손으로 지누 왕(茅渟王)의 아들이며, 고교쿠 천황은 그의 누나였다. 어머니는 긴메이 천황(欽明天皇)의 손자로 사쿠라이 황자(桜井皇子)의 왕녀인 기비노히메(吉備姫)이며, 지누는 비다쓰 천황의 제1왕자 오시사카 히코히토노 오에(押坂彦人大兄)의 아들이다. 그는 적어도 생에 세 명의 배우자를 맞았는데, 조메이 천황의 딸로 조카인 하시히토노 히메미코(間人皇女)를 왕후로, 아베노 우치마로(阿倍内麻呂)의 딸인 고타리히메(小足媛)와 소가노 구라야마다노 이시카와마로(蘇我倉山田石川麻呂)의 딸 지노이라쓰메(乳娘)를 비로 삼았다. 고타리히메 소생의 아리마 황자(有間皇子) 외에 다른 자식은 확인되지 않는다.
《일본서기》에 따르면 그는 불법을 존중하고, 신도를 경시하였으며 유인한 자로서 유학자를 좋아했고 귀천을 가리지 않고 은칙을 내렸다. 고교쿠 4년(645년) 조카 나카노오에(中大兄)가 소가노 이루카를 암살하는 을사의 변이 일어나고, 고교쿠의 양위로 태자 책봉도 거치지 않은 채 즉위하였다(일본 역사상 최초의 국왕 생존시에 이루어진 양위 사례). 이때 고교쿠의 황자인 나카노오에가 먼저 지목되었으나 나카노오에는 사양하고 가루 황자를 추대하였다. 상왕이 된 고교쿠는 스메미오야노 미코토(皇祖母尊)라는 존호를 받았고, 나카노오에가 황태자가 되었다. 두 왕비의 아버지인 아베노 우치마로가 좌대신(左大臣), 소가노 구라야마다노 이시카와마로가 우대신(右大臣)이, 나카토미노 가마코(中臣鎌子)가 내신(内臣)이 되었다. 승려 민(旻)과 다카무코노 겐리(高向玄理)가 국박사(国博士)가 되었다.
천황은 원년 6월 19일(양력 645년 7월 17일), 일본 역사상 최초로 다이카(大化)라는 연호를 사용했고, 이 연호는 5년 뒤 다시 하쿠치(白雉)로 바꿀 때까지 5년 동안 쓰였다. 《일본서기》에는 다이카 2년에 각 분야에 대한 제도 개혁을 시행했는데, 후세에 다이카 개신이라 불리게 될 개혁이었다. 《일본서기》에 인용된 '개신의 조' 4조항 가운데 1조에서 4조까지는 하쇼 캇칸(8부처 100사무소) 같은 후대의 관제를 끌어다 개변한 것으로 알려져, 《일본서기》에서 말한 것과 같은 대개혁은 당시에는 존재하지 않았다고 보는 설도 있어, 이러한 다이카 개신을 둘러싼 논쟁은 일본 역사의 일대 쟁점이 되고 있다.
고토쿠 천황의 재위 중에는 한반도의 고구려, 백제, 신라 등으로부터 자주 사신이 왔다. 전통적인 우호국이었던 백제와는 달리 한반도에서 수세에 몰려 있던 신라도 사신을 보냈는데, 《일본서기》는 이들 사신을 모두 인질로 윤색해 기록하였다. 신라에서 온 이들 '인질' 가운데는 훗날 신라에서 태종 무열왕으로 즉위하게 되는 김춘추(金春秋)도 있었다. 653년 고토쿠는 당나라로 사절을 파견하였지만 좌초 때문에 모든 배가 중국에 도착하지는 못하였다. 북쪽으로는 에미시에 맞서 누타리(渟足)・이와부네(磐舟) 두 요새를 고시 국에 짓고, 이들 성책 방비를 위해 성책 주변 지역의 주민들을 징발하는 제도인 사쿠코(柵戸)를 두었는데, 일본 사료상 등장하는 최초의 사례였다.
또한 나니와쿄(오사카)라 불리는 신도시를 창건하고, 수도를 야마토 지방의 야마토쿄(倭京)에서 나라로 옮겼다. 새 수도는 항구가 있었고 해외교역과 외교 활동에 적합하였다. 그러나 정부의 실질적인 권력은 황태자인 나카노오에에게 있었고 653년 나카노오에가 다시 야마토 지방으로 환도할 것을 제안하였으나 고토쿠는 거절하였다. 나카노오에는 천황의 정책을 무시하고 상왕과 왕제(오아마 황자)를 데리고 야마토로 돌아가고, 신하들도 대거 나카노오에를 따라가버렸다. 고토쿠는 왕궁에 남겨져 기가 꺾인 채, 이듬해 병사하였다.
그가 죽은 후에도 나카노오에는 즉위하지 않았다. 그 대신 그의 어머니이며 고토쿠의 누이이며 예전의 고교쿠 천황이 다른 이름인 사이메이 천황으로 즉위하였다.

## 가족 관계
- 조부 : 오시사카노히코히토노오오에노황자(押坂彦人大兄皇子)
- 조모 : 오오타마노왕(大俣王)
  - 아버지 : 치누노왕(茅渟王)
  - 어머니 : 키비히메노왕(吉備姫王)
    - 황후 : 하시히토노황녀(間人皇女, ?~665) - 죠메이 천황(舒明天皇)과 고교쿠 천황(皇極天皇)의 딸
    - 비 : 오타라시히메(小足媛) - 아베노 우치마로(阿倍内麻呂, ?~649)의 딸
      - 아들 : 아리마노황자(有間皇子, 640~658)

    - 비 : 치노이라츠메(乳娘) - 우대신 소가노 쿠라노야마다노이시카와노마로(蘇我倉山田石川麻呂, ?~649)의 딸

## 관련 작품

### 드라마
- 《연개소문》(SBS, 2006년~2007년, 배우:이봉규)
- 《대왕의 꿈》(KBS, 2012년~2013년, 배우:김진국)

## 같이 보기
- 일본 천황